# Bronk
Bronk è una serie televisiva statunitense in 25 episodi trasmessi per la prima volta nel corso di una sola stagione dal 1975 al 1976.

## Trama
Il tenente Alexander Bronkov, soprannominato con il diminutivo Bronk, rimasto vedovo dopo che la moglie ha perso la vita in un incidente d'auto che ha coinvolto anche sua figlia Ellen (rimasta menomata ad una gamba), viene assegnato dal sindaco della cittadina fittizia di Ocean City, Pete Santori, a mantenere l'ordine in città.

## Personaggi
- tenente Alex Bronkov (25 episodi, 1975-1976), interpretato da Jack Palance.
- Harry Mark (25 episodi, 1975-1976), interpretato da Henry Beckman.
- sergente John Webber (25 episodi, 1975-1976), interpretato da Tony King.
- sindaco Pete Santori (25 episodi, 1975-1976), interpretato da Joseph Mascolo.
- detective sergente Venneman (3 episodi, 1975-1976), interpretato da Michael Swan.
- tenente (2 episodi, 1975-1976), interpretato da Steve Mitchell.
- Collins (2 episodi, 1975-1976), interpretato da Jack O'Leary.
- Harrelson (2 episodi, 1975), interpretato da David Man.
- Willie Harvey (2 episodi, 1976), interpretato da David Birney.
- Ellen Bronkov , interpretata da Dina Ousley, figlia zoppa di Alex Bronkov.

## Produzione
La serie fu prodotta da MGM Television. Nel 1982 Jack Palance, che interpreta Bronk, il protagonista, definì la serie "alquanto stupida" in un'intervista.

### Registi
Tra i registi della serie sono accreditati:
- Sutton Roley (7 episodi, 1975-1976)
- Reza Badiyi (2 episodi, 1975-1976)
- Richard Donner (2 episodi, 1975)
- Allen Baron (2 episodi, 1976)
- Corey Allen
- Stuart Hagmann
- Alex March
- Russ Mayberry
- John Peyser

## Distribuzione
La serie fu trasmessa negli Stati Uniti dal 1975 al 1976 sulla rete televisiva CBS. 
In Italia è stata trasmessa con il titolo Bronk.
Alcune delle uscite internazionali sono state:
- negli Stati Uniti il 21 settembre 1975 (Bronk)
- nel Regno Unito il 31 marzo 1977 (Bronk)
- in Germania Ovest il gennaio 1987 (Bronk)
- in Italia (Bronk)

## Episodi
| Stagione       | Episodi | Prima TV USA | Prima TV Italia |
| -------------- | ------- | ------------ | --------------- |
| Prima stagione | 25      | 1975-1976    | 1984            |